# Aktualizacja wsteczna
Aktualizacja wsteczna, dezaktualizacja (ang. downgrade) – proces odwrotny do upgrade (uaktualnienia); wymiana sprzętu lub oprogramowania na starszą wersję – na przykład w celu zachowania zgodności z innymi elementami systemu. Często używany po zainstalowaniu wadliwego uaktualnienia oprogramowania.